# Tóth Gábor (birkózó, 1964)
Tóth Gábor (Budapest, 1964. november 29. –) világbajnoki bronzérmes, Európa-bajnoki ezüst- és bronzérmes birkózó, olimpikon, többszörös magyar bajnok. Felnőttként főleg a szabadfogású birkózás 90 kg-os súlycsoportjában versenyzett.

## Sportpályafutása
Az 1988-as szöuli olimpián 4. helyezést ért el, az 1992-es barcelonai olimpián 12. lett. Mindkét olimpiára a Csepel SC versenyzőjeként jutott ki.
Az 1989-es birkózó-világbajnokságon bronzérmet szerzett. A birkózó-Európa-bajnokságokon 1986-ban, 1990-ben, 1991-ben és 1992-ben ezüstérmes, 1988-ban bronzérmes volt.

## Díjai, elismerései
- Csepel Örökség díj (2014)[3][4]